# Лаоаг
Лаоа́г (илок. Siudad ti Lawag) — город на Филиппинах.

## География
Город Лаоаг находится на северо-западе Филиппин, на северном побережье острова Лусон. Является главным городом провинции Северный Илокос. Граничит с муниципалитетами Сан-Николас, Паоай, Саррат, Винтар и Бакарра. В административном отношении Лаоаг делится на 80 барангаев. Город обслуживает международный аэропорт Лаоаг.
Лаоаг находится в зоне тропического климата. Период дождей длится с мая по октябрь.

## Население и экономика
Основной группой населения в городе являются илоки. В отличие от подавляющего большинства других районов Филиппин, большинство жителей в Лаоаге не католики, а приверженцы протестантских Аглипаянской церкви и Церкви Христа.
В экономике Лаоага главную роль играет сельское хозяйство. Выращиваются рис, табак и чеснок. Из ремёсел развиты производство глиняной посуды и поделок из дерева.

## История
В 1572 году на побержье близ нынешнего города высадился испанский конкистадор Хуан де Сальседо. В 1580 году католические миссионеры возводят здесь первую церковь. В 1661 году в этом районе вспыхивает антиколониальное восстание, вызванное усилением налогового гнёта — под руководством Педро Альмазана, провозгласившего себя королём. В 1782 году в Лаоаге вновь происходят волнения местного населения, направленные против испанской государственной табачной монополии.
В годы Второй мировой войны Лаоаг был с 1941 по 1945 год оккупирован японскими войсками. В 1965 году он получил статус города.